# 88
El año 88 (LXXXVIII) fue un año bisiesto comenzado en martes del calendario juliano, en vigor en aquella fecha.
En el Imperio romano, era conocido como el Año del consulado de Augusto y Rufo (o menos frecuentemente, año 841 Ab urbe condita). La denominación 88 para este año ha sido usado desde principios del período medieval, cuando el Anno Domini se convirtió en el método prevalente en Europa para nombrar a los años.

## Acontecimientos
- Clemente sucede a Anacleto como papa.

## Fallecimientos
- Valerio Flaco, poeta romano (fecha probable).